# Othresypna pulchra
Othresypna pulchra là một loài bướm đêm trong họ Noctuidae.